# 鎮守使
鎮守使為中华民国大陆时期北洋政府所设臨時軍事官銜編制，其官署則稱為鎮守使署。設立鎮守使法源為1913年12月19日實施的《護軍使暫行條例》。該官職如設於擁有軍政長官的省份，是該軍政長官所轄的軍事編制，受軍政長官節制。若該省無軍政長官，該官員或機構則原則直接受中央管轄。鎮守使普設於邊疆及重要大城市，如隴東鎮守使、上海鎮守使等。
後人多將此時期的鎮守使歸為北洋軍閥之一。直至1928年，隨著奉系領導人張學良歸順國民政府，奉天省改用青天白日紅旗，象徵性中國統一後，鎮守使官銜編制才陸續取消。

## 镇守使清单

### 直隶
- 天津镇守使
- 蓟榆镇守使，驻开平
- 冀南镇守使，驻大名
- 口北镇守使，驻宣化

### 奉天省
- 洮辽镇守使
- 东边镇守使

### 吉林省
- 吉长镇守使
- 延珲镇守使
- 宁阿兰镇守使（宁阿镇守使、依兰镇守使）
- 扶农镇守使
- 滨江镇守使
- 延吉镇守使

### 黑龙江省
- 黑河镇守使
- 呼伦贝尔镇守使
- 安泰镇守使
- 绥海镇守使

### 山东省
- 烟台镇守使
- 兖州镇守使
- 曹州镇守使
- 济南镇守使

### 河南省
- 归德镇守使/豫东镇守使
- 南阳镇守使/豫南镇守使
- 豫北镇守使
- 豫西镇守使

### 山西省
- 潞泽辽沁镇守使
- 晋南镇守使
- 晋西镇守使
- 晋北镇守使

### 陕西省
- 陕南镇守使
- 陕北镇守使
- 潼关镇守使

### 甘肃省
- 陇东镇守使
- 甘边宁海镇守使
- 甘边阴平镇守使
- 陇南镇守使
- 甘州镇守使
- 肃州镇守使
- 凉州镇守使
- 河州镇守使
- 宁夏镇守使

### 新疆省
- 伊犁镇守使

### 江苏省
- 松江镇守使
- 上海镇守使
- 苏州镇守使
- 徐州镇守使
- 江宁镇守使
- 镇江镇守使
- 淮扬镇守使
- 徐海镇守使
- 通海镇守使
- 海州镇守使
- 苏常镇守使

### 安徽省
- 皖北镇守使
- 大通芜湖镇守使
- 皖南镇守使

### 江西省
- 九江镇守使
- 南康镇守使
- 赣南镇守使
- 赣西镇守使
- 赣北镇守使
- 赣东镇守使

### 浙江省
- 嘉湖镇守使
- 台州镇守使/宁台镇守使

### 福建省
- 福建镇守使
- 厦门镇守使
- 汀漳镇守使
- 泉永镇守使
- 汀杭镇守使
- 福宁镇守使
- 闽北镇守使
- 兴泉永镇守使

### 湖北省
- 汉口镇守使
- 荆州镇守使
- 襄郧镇守使
- 汉黄镇守使
- 蒲通镇守使
- 施宜镇守使
- 荆宜镇守使

### 湖南省
- 湘南镇守使
- 长岳镇守使/岳阳镇守使
- 常澧镇守使
- 湘西镇守使
- 零陵镇守使
- 长宝镇守使
- 澧州镇守使
- 宝庆镇守使

### 四川省
- 重庆镇守使
- 昭广镇守使
- 川南镇守使
- 泸永镇守使
- 嘉叙镇守使
- 建昌镇守使
- 忠万镇守使
- 合川镇守使
- 绥定镇守使
- 酉秀镇守使
- 夔开镇守使
- 顺遂镇守使

### 广东省
- 琼崖镇守使
- 广惠镇守使
- 肇阳罗镇守使
- 南韶连镇守使
- 潮梅镇守使
- 高雷镇守使
- 钦廉镇守使

### 广西省
- 桂平镇守使
- 桂林镇守使
- 龙州镇守使
- 百色镇守使
- 柳州镇守使/柳庆镇守使
- 南宁镇守使
- 浔梧镇守使

### 云南省
- 迤西镇守使
- 滇中镇守使
- 滇东镇守使
- 滇南镇守使
- 滇西镇守使
- 昆明镇守使
- 蒙自镇守使
- 昭通镇守使
- 大理镇守使

### 热河特别区
- 赤峰镇守使
- 林西镇守使
- 朝阳镇守使
- 赤林镇守使
- 开绥镇守使

### 察哈尔特别区
- 察东镇守使
- 察西镇守使
- 多伦镇守使

### 绥远特别区
- 绥西镇守使

### 川边特别区（西康）
- 川边镇守使：1914年1月，北京政府裁撤川边经略使兼都督，改置川边镇守使，总理区内军政、民政，兼任财政分厅厅长。1916年1月，于镇守使下，添置川边道尹一员，分管民政，兼财政分厅厅长，一切川边地方政务，均由镇守使参照都督府官制督饬办理。1925年2月裁撤。